# Graham Norton
 Der er for få eller ingen kildehenvisninger i denne artikel, hvilket er et problem. Du kan hjælpe ved at angive troværdige kilder til de påstande, som fremføres i artiklen.

Graham William Walker, kendt under navnet Graham Norton, (født 4. april 1963), er en irsk skuespiller, komiker, studievært og klummeskribent. Han er vært på tv-programmet The Graham Norton Show på BBC One i Storbritannien. Hot Press har beskrevet ham som "det 21. århundredes svar på Terry Wogan". Graham Norton er desuden studievært på BBC Radio 2 og kommentator på BBC ved Det Europæiske Melodi Grand Prix.

## Liv og karriere
Norton blev født i Clondalkin, en forstad til Dublin, men voksede op i Bandon, County Cork, i Irland hos en protestantisk familie. Han blev uddannet på Bandon Grammar School, i County Cork og efterfølgende på University College Cork, men han færdiggjorde aldrig sit studie.
Graham Nortons stand-up startede i 1992 på Edinburgh Festival Fringe, da han ved hjælp af et viskestykke udklædte sig som Mother Teresa of Calcutta. Det fik tiltrukket megen opmærksomhed fra pressen, idet Scottish Television's Religious Affairs Department troede, at den udklædte Norton var den rigtige Mother Teresa.
Graham Nortons første optræden i radio var på BBC Radio 4's Show Loose Ends, hvor han deltog som komiker og paneldeltager. Showet kørte i 1990'erne. Nortons rejse mod succes begyndte på Channel 5, da han vandt en pris for bedste stand-in vært på late-night TV talk show, som normalt blev præsenteret af Jack Docherty. Dette blev efterfulgt af et quiz show på Channel 5, som hedder Bring Me the Head of Light Entertainment, hvilket ikke var et velanset program af de britiske seere. Dog tildelte programmet Norton et ganske godt ry som komiker og tv-vært. I 1996 var Norton co-vært ved det sene aftenshow Carnal Knowledge på ITV med Maria McErlane.
I 1996 medvirkede Norton desuden i tre episoder af Channel 4 serien Father Ted, hvor han spillede Father Noel Furlong. Father Noel Furlong blev ofte set i færd med at varetage en gruppe af unge mennesker.

## Channel 4
Efter succesen skiftede Norton til Channel 4 for at være vært på sine egne shows So Graham Norton og V Graham Norton. Som performer er Norton ikke kun homoseksuel men også krukket og farverig, hvilket tildelte hans optræden et præg af en fræk og hentydnings-belastet spasmager.
I 2003 var Norton genstand for kontroverser i hans show på Channel 4, da han lavede sjov med den nyligt afdøde Bee Gees sanger Maurice Gibb. The Independent Television Commission undersøgte sagen efter tiltagende klager, der udtrykte utilfredsheden omkring ufølsomheden ved Maurice Gibbs død. Dette tvang Channel 4 til at fremsige en undskyldning både i form af et billedtekst-slide før showet og en personlig undskyldning fra Graham Norton selv. 
Graham Norton blev desuden i 2003 nævnt i The Observer for at have fremført en af de bedste optrædener indenfor britisk komik.
I sommeren 2004 rejste Norton over Atlanten for at starte et nyt projekt i det amerikanske fjernsyn. The Graham Norton Effect debuterede den 24. june 2004 på Comedy Central og blev også vist i England via BBC Three. Midt i kontroversen om Janet Jackson's Super Bowl præstation var Norton dog skeptisk med at blive optaget på det amerikanske marked.

## BBC
I 2005 skiftede Norton over til BBC og begyndte som studievært for programmerne Strictly Dance Fever og Graham Norton's Bigger Picture på BBC One. Han blev også oplæser af godnathistorier for børn på BBC's børnekanal CBeebies som en del af Bedtime Hour.
I 2006 var Graham Norton vært for programmet How Do You Solve A Problem Like Maria?, hvori bl.a. Andrew Lloyd Webber søgte en skuespillerinde til at spille hovedrollen i sin teaterforestilling på West End med stykket The Sound of Music. Norton har desuden præsenteret følgende britiske tv-serier: Any Dream Will Do i 2007, I'd Do Anything i 2008 og Over the Rainbow i 2010.
Norton har været studievært for et hav af andre serier på BBC, bl.a. When Will I Be Famous? (2007), The One and Only (2008) og Totally Saturday (2009). Siden 2007 har Graham Norton ligeledes været en regulær vært på The British Academy Television Awards. Den 7. july 2007 præsenterede Norton de britiske seere for programmet Live Earth, hvori han rejste til Etiopien med Born Free Foundation for at fremhæve situationen omkring den etiopiske ulv – den mest sjældne ulverace i verden. Det samme år deltog Graham Norton i BBC One programmet Who Do You Think You Are?.
Nortons eget show, The Graham Norton Show, blev sendt den 22. februar 2007 på BBC Two, men den 6. oktober 2009 skiftede showet kanal over til BBC One.
I maj 2010 stod Norton for Chris Evans' morgenshow BBC Radio 2.
I december 2011 havde panelprogrammet Would You Rather...? with Graham Norton præmiere på BBC America.
I januar 2012 udstedte han en meddelelse til Radio 2's lyttere for at få hjælp til at finde sin stjålne bil. Norton selv kaldte radioprogrammet for "The Great Car Hunt" og bad lytterne om at holde øje med en forsvunden beskidt bil. 

### Europæisk arbejde
Norton har siden 2007 været kommentator på Eurovision Dance Contest sammen med Claudia Winkleman, hvilket blev afholdt den 1. september 2007 i London, England. Programmet var baseret på BBC's Strictly Come Dancing og EBU's Eurovision Song Contest. Norton og Winkleman var også værter ved 2008 Contest i Glasgow, Skotland.
I oktober 2008 blev det bekræftet af BBC, at Graham Norton ville erstatte Terry Wogan som BBC's studievært ved programmet kaldet Your Country Needs You, som er Englands svar på det nationale "Melodi Grand Prix". Heri fandt man Englands bidrag til Det Europæiske Melodi Grand Prix for år 2008. 
Den 5. december 2008 blev det meddelt, at Graham Norton ville overtage Terry Wogan's job som Englands kommentator ved Det Europæiske Melodi Grand Prix. Det 57. Europæiske Melodi Grand Prix bliver afholdt i Baku, Aserbajdsjan den 22. maj, 24. maj og 26. maj 2012.